# Virus Toscana
El Virus Toscana o Toscana virus (TOSV) es un arbovirus transmitido por mosquitos, el Virus Toscana pertenece al género Phlebovirus, de la familia Phenuiviridae, grupo V de familias sin asignar. 